# Canton de Beuvry
Le canton de Beuvry est une circonscription électorale française du département du Pas-de-Calais.

## Histoire
Un nouveau découpage territorial du Pas-de-Calais entre en vigueur à l'occasion des premières élections départementales suivant le décret du 24 février 2014. Les conseillers départementaux sont, à compter de ces élections, élus au scrutin majoritaire binominal mixte. Les électeurs de chaque canton élisent au Conseil départemental, nouvelle appellation du Conseil général, deux membres de sexe différent, qui se présentent en binôme de candidats. Les conseillers départementaux sont élus pour 6 ans au scrutin binominal majoritaire à deux tours, l'accès au second tour nécessitant 12,5 % des inscrits au 1er tour. En outre la totalité des conseillers départementaux est renouvelée. Ce nouveau mode de scrutin nécessite un redécoupage des cantons dont le nombre est divisé par deux avec arrondi à l'unité impaire supérieure si ce nombre n'est pas entier impair, assorti de conditions de seuils minimaux. Dans le Pas-de-Calais, le nombre de cantons passe ainsi de 77 à 39.
Le canton de Beuvry est formé de treize communes, issues des anciens cantons de Nœux-les-Mines (1 commune), de Béthune-Est (6 communes), de Laventie (4 communes), de Cambrin (1 commune) et de Béthune-Sud (1 commune). Il est entièrement inclus dans l'arrondissement de Béthune. Le bureau centralisateur est situé à Beuvry.

## Représentation
| Période élective | Période élective | Mandat | Mandat   | Identité            | Nuance | Nuance | Qualité |
| ---------------- | ---------------- | ------ | -------- | ------------------- | ------ | ------ | --- |
| 2015             | 2021             | 2015   | 2021     | Raymond Gaquère     |        | PS     | Retraité de la fonction publique Maire de La Couture Ancien conseiller général du Canton de Béthune-Est (2004-2015) |
| 2015             | 2021             | 2015   | 2021     | Emmanuelle Leveugle |        | PS     | Maire-adjointe de Beuvry                                                                                            |
| 2021             | 2028             | 2021   | en cours | Raymond Gaquere     |        | PS     | Conseiller sortant                                                                                                  |
| 2021             | 2028             | 2021   | en cours | Emmanuelle Leveugle |        | PS     | Conseillère sortante                                                                                                |

### Résultats détaillés

#### Élections de mars 2015
À l'issue du 1er tour des élections départementales de 2015, deux binômes sont en ballottage : Josiane Artisien et Jean-Michel Desmadrille (FN, 32,48 %) et Raymond Gaquère et Emmanuelle Leveugle (PS, 25,56 %). Le taux de participation est de 53,57 % (16 865 votants sur 31 480 inscrits) contre 51,81 % au niveau départemental et 50,17 % au niveau national.
Au second tour, Raymond Gaquère et Emmanuelle Leveugle (PS) sont élus avec 55,63 % des suffrages exprimés et un taux de participation de 53,66 % (8 488 voix pour 16 891 votants et 31 480 inscrits).

#### Élections de juin 2021
Le premier tour des élections départementales de 2021 est marqué par un très faible taux de participation (33,26 % au niveau national). Dans le canton de Beuvry, ce taux de participation est de 36,04 % (11 463 votants sur 31 806 inscrits) contre 35,19 % au niveau départemental. À l'issue de ce premier tour, deux binômes sont en ballottage : Raymond Gaquere et Emmanuelle Leveugle (DVG, 34,84 %) et Mickael Duhaut et Myriane Houplain (RN, 26,1 %).
Le second tour des élections est marqué une nouvelle fois par une abstention massive équivalente au premier tour. Les taux de participation sont de 34,36 % au niveau national, 34,96 % dans le département et 36,1 % dans le canton de Beuvry. Raymond Gaquere et Emmanuelle Leveugle (DVG) sont élus avec 68,55 % des suffrages exprimés (7 382 voix pour 11 481 votants et 31 804 inscrits),,.

## Composition
Le canton de Beuvry comprend treize communes entières.
| Nom                            | Code Insee | Intercommunalité                       | Superficie (km2) | Population (dernière pop. légale) | Densité (hab./km2) | Modifier                                    |
| ------------------------------ | ---------- | -------------------------------------- | ---------------- | --------------------------------- | ------------------ | ------------------------------------------- |
| Beuvry (bureau centralisateur) | 62126      | CA de Béthune-Bruay, Artois-Lys Romane | 16,85            | 9 078 (2022)                      | 539                | modifier les données · modifier les données |
| La Couture                     | 62252      | CA de Béthune-Bruay, Artois-Lys Romane | 13,52            | 2 608 (2022)                      | 193                | modifier les données · modifier les données |
| Essars                         | 62310      | CA de Béthune-Bruay, Artois-Lys Romane | 3,72             | 1 765 (2022)                      | 474                | modifier les données · modifier les données |
| Fleurbaix                      | 62338      | CC Flandre Lys                         | 12,86            | 2 944 (2022)                      | 229                | modifier les données · modifier les données |
| Hinges                         | 62454      | CA de Béthune-Bruay, Artois-Lys Romane | 8,31             | 2 450 (2022)                      | 295                | modifier les données · modifier les données |
| Laventie                       | 62491      | CC Flandre Lys                         | 18,13            | 5 007 (2022)                      | 276                | modifier les données · modifier les données |
| Locon                          | 62520      | CA de Béthune-Bruay, Artois-Lys Romane | 9,52             | 2 332 (2022)                      | 245                | modifier les données · modifier les données |
| Neuve-Chapelle                 | 62606      | CA de Béthune-Bruay, Artois-Lys Romane | 1,86             | 1 404 (2022)                      | 755                | modifier les données · modifier les données |
| Richebourg                     | 62706      | CA de Béthune-Bruay, Artois-Lys Romane | 17,31            | 2 653 (2022)                      | 153                | modifier les données · modifier les données |
| Sailly-sur-la-Lys              | 62736      | CC Flandre Lys                         | 9,70             | 3 932 (2022)                      | 405                | modifier les données · modifier les données |
| Verquigneul                    | 62847      | CA de Béthune-Bruay, Artois-Lys Romane | 3,54             | 2 013 (2022)                      | 569                | modifier les données · modifier les données |
| Verquin                        | 62848      | CA de Béthune-Bruay, Artois-Lys Romane | 3,70             | 3 452 (2022)                      | 933                | modifier les données · modifier les données |
| Vieille-Chapelle               | 62851      | CA de Béthune-Bruay, Artois-Lys Romane | 3,41             | 888 (2022)                        | 260                | modifier les données · modifier les données |
| Canton de Beuvry               | 6212       |                                        | 122,43           | 40 526 (2022)                     | 331                | modifier les données                        |

## Démographie
En 2022, le canton comptait 40 526 habitants, en évolution de −0,69 % par rapport à 2016 (Pas-de-Calais : −0,72 %, France hors Mayotte : +2,11 %).
| 2013   | 2018   | 2022   |
| ------ | ------ | ------ |
| 39 941 | 40 631 | 40 526 |